# Jenny von Droste zu Hülshoff
Jenny von Droste zu Hülshoff (de son vrai nom Maria Anna, née le 2 juin 1795 à Münster, morte le 29 décembre 1859 dans la même ville) est la sœur aînée et confidente de la poétesse Annette von Droste-Hülshoff.

## Biographie
Elle appartient à la famille noble de Droste zu Hülshoff (de). Ses demi-frères sont Werner-Constantin (de) et Ferdinand, qui meurt à 29 ans. Leurs père est Clemens-August II von Droste zu Hülshoff (de), leur mère Thérèse-Louise von Haxthausen.
En 1813, elle rencontre grâce à sa famille maternelle Wilhelm Grimm, avec qui elle collecte les contes et les chansons folkloriques. Elle partage avec lui une correspondance qui laisse croire à une histoire d'amour platonique.
Après la mort de son père en 1826, elle participe à la gestion du château Hülshoff puis déménage avec sa mère et sa sœur à la Haus Rüschhaus. À 39 ans, elle épouse Joseph von Lassberg, qu'elle rencontre par l'entremise de son oncle Werner von Haxthausen, puis s'en va avec lui en Suisse, château d'Eppishausen (de), à Erlen (Thurgovie). Elle met au monde deux filles jumelles, Hildegard (1836-1909) et Hildegunde (1836-1914). Malgré son éloignement, elle reste proche des personnes de Münster. Sa sœur Annette passe quatre longs séjours en cinq ans en Suisse, où elle écrit une part importante de son œuvre et où elle meurt.
Son mariage et son entretien du château n'éteint pas son intérêt pour la culture. À côté de son mari, en 1838, elle accueille au château de Meersburg (de) et discute avec des intellectuels de son temps comme Ludwig Uhland, Gustav Schwab, Justinus Kerner ou Ignaz Heinrich von Wessenberg. Elle entretient une correspondance avec sa sœur dans laquelle elle lui fait part de la tristesse de son ménage. Jenny a un don en peinture - comme le montrent les portraits d'Annette - et forme Marie Ellenrieder à Constance.
Elle laisse des journaux qui sont une source importante pour connaître l'enfance de sa sœur Annette. Grâce à Jenny, Annette rencontre en 1841 Levin Schücking, le bibliothécaire de Meersburg, qui l'inspire dans son œuvre. Plus tard, Jenny fait des textes et contribue à la publication.